# Colias ladakensis
Colias ladakensis é uma pequena borboleta da família Pieridae, isto é, as brancos e amarelas, que pode ser encontrada na Índia.